# Der Bozen-Krimi
Der Bozen-Krimi, nota originariamente come Kripo Bozen, è una serie televisiva tedesca di genere poliziesco prodotta da Albolina Film e ARD Degeto Film e trasmessa dal 2015 dall'emittente ARD 1 (Das Erste).
Protagonista della serie è l'attrice Chiara Schoras; altri interpreti principali sono Tobias Oertel, Lisa Kreuzer, Gabriel Raab, Hanspeter Müller-Drossaart e Charleen Deetz.
Della serie sono andati in onda 16 episodi in formato di film TV: l'episodio pilota venne trasmesso in prima visione il 29 gennaio 2015.

## Trama
Sonja Schwarz, commissario capo della polizia tedesca, decide di rinunciare alla direzione di un commissariato a Francoforte sul Meno per trasferirsi assieme al marito Thomas a Bolzano, luogo di origine del consorte, dove è diventato proprietario del terreno vinicolo dell'ex-suocera.

## Produzione
Il titolo della serie venne cambiato da Kripo Bozen a Der Bozen-Krimi con la messa in onda del secondo episodio.

## Episodi
| Nr | Titolo originale       | Titolo italiano | Prima TV Germania | Prima TV Italia |
| -- | ---------------------- | --------------- | ----------------- | --------------- |
| 1  | Verdecktes Spiel       |                 | 29 gennaio 2015   | inedito         |
| 2  | Das fünfte Gebot       |                 | 4 febbraio 2016   | inedito         |
| 3  | Herz-Jesu-Blut         |                 | 11 febbraio 2016  | inedito         |
| 4  | Am Abgrund             |                 | 26 gennaio 2017   | inedito         |
| 5  | In der Falle           |                 | 12 ottobre 2017   | inedito         |
| 6  | Leichte Beute          |                 | 17 gennaio 2019   | inedito         |
| 7  | Falsches Spiel         |                 | 24 gennaio 2019   | inedito         |
| 8  | Mörderisches Schweigen |                 | 19 settembre 2019 | inedito         |
| 9  | Gegen die Zeit         |                 | 26 settembre 2019 | inedito         |
| 10 | Blutrache              |                 | 30 marzo 2020     | inedito         |
| 11 | Tödliche Stille        |                 | 6 aprile 2020     | inedito         |
| 12 | Zündstoff              |                 | 15 aprile 2020    | inedito         |
| 13 | Mord am Penser Joch    |                 | 19 ottobre 2021   | inedito         |
| 14 | Verspieltes Glück      |                 | 1 marzo 2022      | inedito         |
| 15 | Vergeltung             |                 | 8 marzo 2022      | inedito         |
| 16 | Familienehre           |                 | 7 novembre 2022   | inedito         |

## Personaggi e interpreti
- Sonja Schwarz, interpretata da Chiara Schoras (16+ episodi)[2][4]
- Matteo Zanchetti, interpretato da Tobias Oertel (episodi 1-11)[2][4]. Poliziotto originario di Bari, affianca Sonja Schwarz nelle indagini.[8]
- Thomas Schwarz, interpretato da Xaver Hutter (ep. 1-4)[4]. È il marito di Sonja, che in seguito morirà in circostanze tragiche.[2][9]
- Laura Schwarz, interpretata da Charleen Deetz (16+ episodi)[2][4]. È la figlia di Thomas, avuta dal precedente matrimonio.[10]

## Ascolti
In Germania, la serie ha raggiunto il massimo degli ascolti con l'episodio Vergeltung, trasmesso l'8 marzo 2022 e seguito da 7,02 milioni di telespettatori.